# San Francisco (métro de Madrid)
Pour les articles homonymes, voir San Francisco (homonymie).
San Francisco est une station de la ligne 11 du métro de Madrid. Elle est établie sous l'avenue de los Poblados, près de son intersection avec l'avenue de l'Euro, dans le quartier de San Francisco, de l'arrondissement de Carabanchel, à Madrid en Espagne.

## Situation sur le réseau
La station est située entre Pan Bendito au nord-est, en direction de Plaza Elíptica, et Carabanchel Alto au sud-ouest, en direction de La Fortuna.

## Histoire
La station est mise en service le 18 décembre 2006, lors de l'ouverture d'une nouvelle section de la ligne entre Pan Bendito et La Peseta.

## Services aux voyageurs

### Accès et accueil
La station possède deux accès équipés d'escaliers et d'escaliers mécaniques, ainsi qu'un accès direct par ascenseur depuis l'extérieur.

### Intermodalité
La station est en correspondance avec les lignes de bus no 47, 108, 118, 121, 131 et 155 du réseau EMT, ainsi qu'avec la ligne d'autobus interurbain no 485.

## À proximité
La station se situe à proximité des parcs de Pan Benito et de la Volatería, ainsi que du cimetière sud de Madrid.